# Çakırçal, Yalvaç
Çakırçal là một xã thuộc huyện Yalvaç, tỉnh Isparta, Thổ Nhĩ Kỳ. Dân số thời điểm năm 2011 là 216 người.